# Jelena Očić
Jelena Očić (Zagreb) je hrvatska violončelistica. Sestra je orguljašice Ljerke Očić.

## Životopis
Rođena je u Zagrebu, a njena obitelj preko šest stoljeća živi na imanju na Laščinskoj cesti. Godinama, od 1996. se ondje održavaju mjesečni koncerti “Iz salona Očić". Studirala je violončelo na Muzičkoj akademiji u Zagrebu u klasi Valtera Dešpalja, te na Visokoj glazbenoj školi u Mannheimu u Njemačkoj kod Michaela Flaksmana. Usavršavala se kod poznatih glazbenika kao što su Arto Noras, Antônio Meneses, Siegfried Palm, Heinrich Schiff i Leslie Parnas. Na mannheimskoj školi je diplomirala i magistrirala.
Učitelj Jelene Očić je violončelist Bernard Greenhouse, osnivač slavnog trija “Beaux Arts”. Partneri u sviranju komorne glazbe su joj bili Konstantin Bogino, Vladimir Mendelssohn, Jose Gallardo, Julius Berger, Pavel Vernikov, Yuri Gandelsman, Marco Rizzi, Federico Lovato i Bernard Greenhouse. Svirala je na koncertima diljem svijeta, imala je samostalne koncerte te s filhamonijskim i komornim orkestrima. Predavala je na Visokoj glazbenoj školi u Mannheimu i od 2014. predaje na Konzervatoriju u Amsterdamu. Učenici su joj pobjeđivali na međunarodnim natjecanjima.
Brojni skladatelji kao Cornell, Šenderovas, Sorg, Prohaska i dr. posvetili su svoja djela njoj. Objavila je snimke s pijanistom Federicom Lovatom za “Challenge Classics".
Česti je sudac na međunarodnim glazbenim natjecanjima.

## Vanjske poveznice
- Osobne stranice
- Discogs